# Karl Koetschau

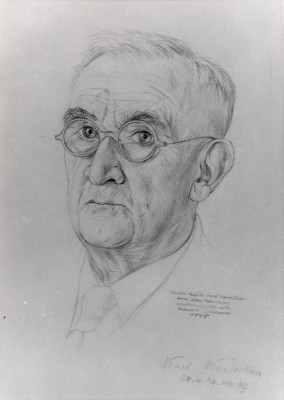
Karl Koetschau, tecknad av Werner Schramm 1948.

Karl Theodor Koetschau, född den 27 mars 1868 i Ohrdruf, död den 17 april 1949 i Düsseldorf, var en tysk konsthistoriker och museiman.
Koetschau, som var filosofie doktor, var föreståndare för historiska museet i Dresden från 1902, för Goethe-nationalmuseum, konst- och industrimuseet och storhertigliga museet i Weimar från 1906 och från 1909 andre direktör för Kaiser-Friedrichmuseum i Berlin, där han särskilt planerade det tillkommande Deutsches Museum. Koetschau blev 1913 direktor för Düsseldorfs stads konstsamlingar och 1919 därjämte professor i Bonn. Koetschau, som var en auktoritet på museiväsendets område, var inte minst en överlägsen vapenkännare. Han utgav 1900-07 den ansedda "Zeitschrift für historische Waffenkunde" och från 1905 den likaledes högt skattade tidskriften "Museumskunde".  